# ليني سانتوس
ليني سانتوس (بالإنجليزية: Lenny Santos)‏ هو عازف قيثارة وموسيقي أمريكي، ولد في 24 أكتوبر 1979 في ذا برونكس في الولايات المتحدة.

## وصلات خارجية
- الموقع الرسمي
- ليني سانتوس على موقع IMDb (الإنجليزية)
- ليني سانتوس على موقع ميوزك برينز (الإنجليزية)
- ليني سانتوس على موقع أول ميوزيك (الإنجليزية)
- ليني سانتوس على موقع ديسكوغز (الإنجليزية)